# Душан Петкович
Душан Петкович е бивш сръбски футболист. Играл е като защитник.

## Национален отбор
Записал е и 7 мача за националния отбор на Сърбия и Черна гора. Привлечен за участие в отбора за Световното първенство по футбол 2006 г., но е оттеглен от списъка, защото е посочен от баща си Илия Петкович.
| Сърбия | Сърбия | Сърбия |
| Година | Мачове | Голове |
| ------ | ------ | ------ |
| 2000   | 1      | 0      |
| 2001   | 2      | 0      |
| 2002   | 0      | 0      |
| 2003   | 0      | 0      |
| 2004   | 4      | 0      |
| Общо   | 7      | 0      |